# Sara Ritter
Sara Jane Ritter (* 25. Juli 2005) ist eine deutsche Fußballspielerin. Sie ist seit dem 1. Juli 2024 Vertragsspielerin der TSG 1899 Hoffenheim.

## Karriere

### Vereine
Ritter, im Saarland aufgewachsen, begann beim 1. FFG Homburg – gemeinsam mit Junioren – mit dem Fußballspielen. Im weiteren Verlauf war sie in der B-Jugendmannschaft des FC 08 Homburg aktiv. Da sich ihre Eltern mit ihr nach Norwegen veränderten, spielte sie zunächst für den in Bergen ansässigen FK Fyllingsdalen zwei Jahre lang Fußball, bevor sie zum SK Brann gewechselt, für diesen – ebenfalls in Bergen beheimateten Verein – in den Spielzeiten 2023 und 2024 in der Toppserien, der höchsten Spielklasse im norwegischen Frauenfußball zu insgesamt 13 Punktspielen kam und ein Tor erzielte. Ihr Pflichtspieldebüt gab sie zum Spielzeitstart am 25. März 2023 beim 2:1-Sieg im Auswärtsspiel gegen Lyn Oslo über 90 Minuten. Ihr erstes (und einziges) Tor gelang ihr am 22. Mai 2023 (10. Spieltag) beim 2:0-Sieg im Auswärtsspiel gegen den Spielklassenneuling Åsane Fotball mit dem Treffer zum Endstand in der 86. Minute.
Zur Saison 2024/25 wurde sie von der TSG 1899 Hoffenheim verpflichtet und mit einem bis zum 30. Juni 2026 datierten Vertrag ausgestattet. Ihr Bundesligadebüt gab sie am 3. November 2024 (8. Spieltag) bei der 1:3-Niederlage im Auswärtsspiel gegen RB Leipzig mit Einwechslung für Franziska Harsch in der 86. Minute. Zuvor spielte sie am 19. Oktober 2024 (8. Spieltag) für die Zweitvertretung des Vereins beim 4:0-Sieg über den TSV Jahn Calden in der drittklassigen Regionalliga Süd.

### Auswahl- / Nationalmannschaft
Als Spielerin der U14-Auswahlmannschaft des Saarländischen Fußballverbandes bestritt sie in den Jahren 2018 und 2019 jeweils vier Spiele im Wettbewerb um den DFB-Länderpokal an der Sportschule Wedau in Duisburg.
Für den DFB debütierte sie als Nationalspielerin in der U17-Nationalmannschaft, die am 16. September 2021 in Skärhamn das in Freundschaft ausgetragene Länderspiel gegen die U17-Nationalmannschaft Norwegens mit 5:1 gewann; sie wurde in der 84. Minute für Laura Gloning eingewechselt.
Für die U19-Nationalmannschaft debütierte sie am 29. November 2023 in Vantaa beim 7:1-Sieg über die U19-Nationalmannschaft Israels in ihrem ersten von drei Spielen der EM-Qualifikationsgruppe 4 in der Liga A; in dieser Begegnung gelangen ihr mit den Treffern zum 1:0 und 5:1 in der 16. und 66. Minute ihre ersten beiden Länderspieltore.
Ihr erstes von (bislang) acht Länderspielen für die U20-Nationalmannschaft bestritt sie am 22. Februar 2024 bei der 1:3-Niederlage gegen die U20-Nationalmannschaft Spaniens in Alicante.
Mit der U20-Nationalmannschaft nahm sie an der vom 31. August 2024 bis zum 22. September 2024 in Kolumbien ausgetragenen Weltmeisterschaft teil. In diesem Turnier kam sie im ersten Spiel der Gruppe D beim 5:2-Sieg über die U20-Nationalmannschaft Venezuelas am 1. September zum Einsatz, wie auch im weiteren Verlauf auch im Achtelfinale beim 5:1-Sieg über die U20-Nationalmannschaft Argentiniens am 12. September. Im Viertelfinale schied sie mit ihrer Mannschaft nach der 1:2-Niederlage gegen die US-amerikanische U20-Nationalmannschaft aus dem Turnier aus.